# Monte Cook

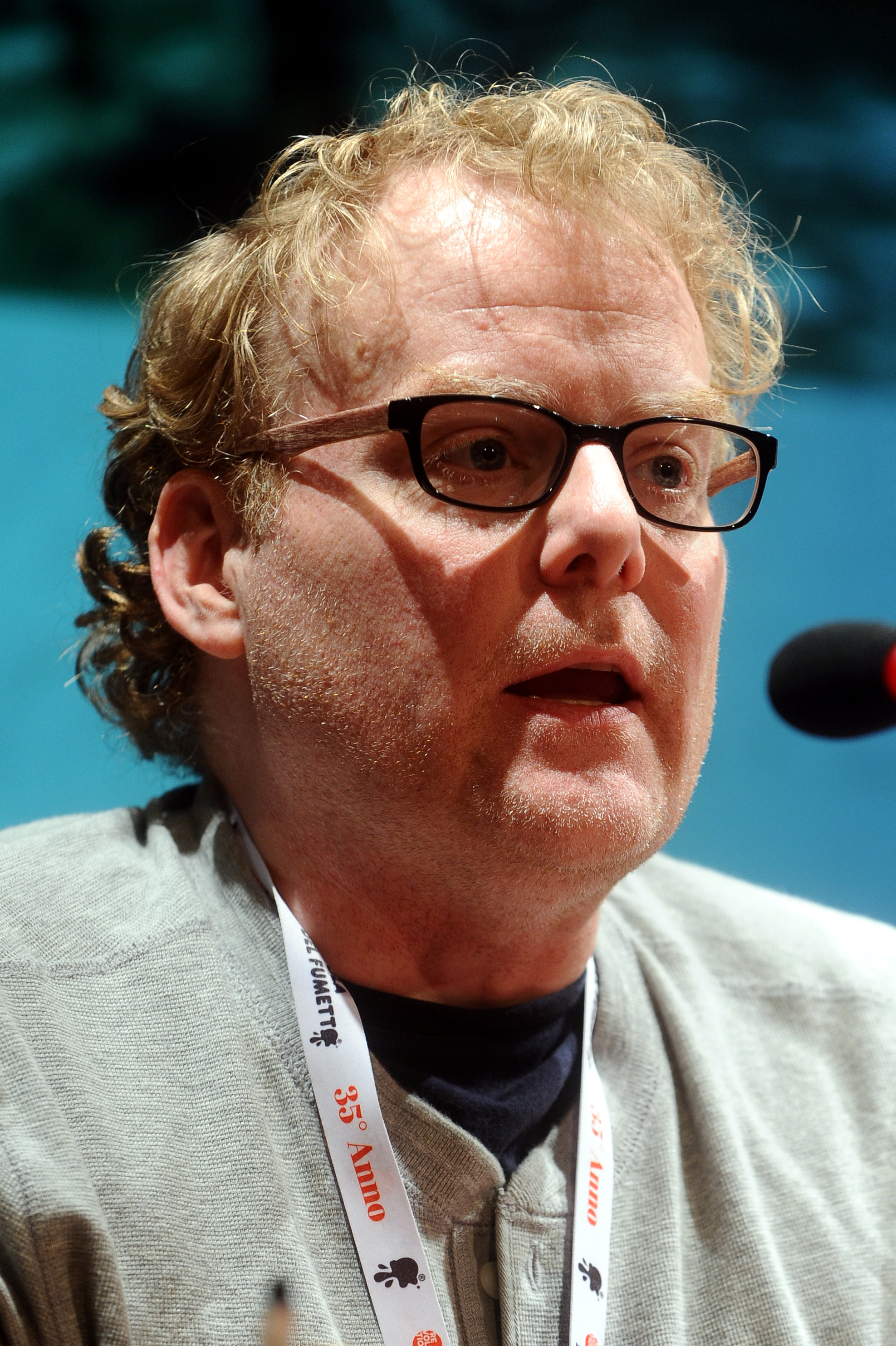
Monte Cook – Lucca Comics & Games 2014

Monte Cook (urodzony 29 stycznia 1968 w Watertown w stanie Dakota Południowa) – amerykański projektant i twórca gier, w szczególności gier fabularnych.
Cook tworzył gry fabularne od roku 1988; większość jego wczesnych dzieł jest związana z wydawnictwem Iron Crown Enterprises. W tym czasie uwagę fanów i krytyków przyciągnął tworząc łączący wiele gatunków setting Dark Space. Później, gdy zaczął pracować dla TSR Hobbies, skoncentrował się na tworzeniu produktów z linii Planescape. Niedługi czas po tym, gdy TSR zostało wykupione przez Wizards of the Coast, zajął się on wraz ze Skipem Williamsem i Jonathanem Tweetem tworzeniem swojego prawdopodobnie najsłynniejszego dzieła – trzeciej edycji systemu Dungeons and Dragons (i zarazem całego Systemu d20). Cook odpowiadał także za Przewodnik Mistrza Podziemi (ang. Dungeon Master's Guide), którego jest głównym autorem.
Cook opuścił wydawnictwo Wizards of the Coast w 2002 roku i założył własne (Malhavoc Press), by móc niezależnie wydawać dodatki do Systemu d20. Pierwszy produkt wydawnictwa, The Book of Eldritch Might, natychmiast po wydaniu stał się sukcesem – wpłynęło na to między innymi nowatorskie w branży gier fabularnych zastosowanie formatu PDF. Podręcznik ten (tak jak i inne dodatki tworzone przez Malhavoc) był początkowo wydawany tylko w formie elektronicznej, później jednak wydawnictwo White Wolf wypuściło go także w tradycyjnej formie papierowej. Najbardziej znanym podręcznikiem, który wyszedł spod ręki Monte Cooka w Malhavoc był prawdopodobnie Arcana Unearthed, podręcznik opisywany przez Cooka jako "inna wersja Podręcznika Gracza" (ang. variant Player's Handbook).
Cook wzbudził kontrowersje w 2004 roku, gdy zaczął sprzedawać swoje elektroniczne materiały do d20 tylko za pomocą sklepu DriveThruRPG.com, który używał systemu zabezpieczeń DRM. Ugiął się jednak pod presją fanów i ponownie zaczął sprzedawać swoje produkty jako standardowe PDFy. Sklep DriveThruRPG niedawno postąpił identycznie.
Malhavoc w sierpniu 2006 roku wydało Ptolus, setting bazujący na autorskim świecie, który był używany w czasie playtestów trzeciej edycji D&D. Opasła książka (około 700 stron; liczba, którą można śmiało podwoić, jeśli wliczy się dołączony do podręcznika CD-ROM) zasłynęła jako prawdopodobnie najdroższy produkt wydany kiedykolwiek w branży gier RPG. Ptolus odniósł wielki sukces mimo swej ceny wynoszącej w przybliżeniu 120 dolarów.
Niedługo po wydaniu settingu Ptolus, który Cook zawsze określał jako szczyt jego ambicji, jeśli chodzi o wydawnictwo Malhavoc, zapowiedział, iż w najbliższej przyszłości będzie się koncentrował na pisaniu powieści i innych rodzajach aktywności (których dotychczas nie sprecyzował) a nie na grach fabularnych. White Wolf zapowiedział, iż ostatnim na tę chwilę podręcznikiem Monte Cooka będzie Monte Cook's World of Darkness, przedstawiający jego wizję Świata Mroku. Premiera tego podręcznika została zapowiedziana na 2007 rok, na konwent GenCon.